# C. William Gear
C. William Gear (Charles William « Bill » Gear ; 1er février 1935, Londres  - 15 mars 2022, Princeton, New Jersey ) est un mathématicien anglo-américain spécialisé dans l'analyse numérique et l'informatique.

## Biographie
Gear étudie à l'université de Cambridge avec un baccalauréat en 1957 et une maîtrise en 1960, et à l'université de l'Illinois à Urbana-Champaign avec une maîtrise en 1957 et un doctorat en 1960 sous la direction d'Abraham H. Taub avec sa thèse Singular Shock Intersections in Plane Flow. De 1960 à 1962, il travaille comme ingénieur chez IBM. De 1962 à 1990, il est professeur d'informatique à l'université de l'Illinois, Urbana-Champaign, où il dirige le département d'informatique de 1985 à 1990. De 1992  à 2000, il est président du NEC Research Institute à Princeton.
De 1966 à 1971, il est consultant au Laboratoire national d'Argonne.
Gear travaille sur l'analyse numérique, l'infographie et le développement de logiciels. Il est connu pour le développement des méthodes BDF (introduites à l'origine par les chimistes Charles Francis Curtiss et Joseph Oakland Hirschfelder en 1952), une méthode en plusieurs étapes pour résoudre des systèmes rigides d'équations différentielles. Gear publie pour la première fois sur les méthodes BDF en 1966.
Après sa retraite du NEC, il collabore avec le professeur Kevrekidis à Princeton sur les méthodes sans équation.
Gear est élu membre de l'Académie nationale d'ingénierie des États-Unis en 1992 pour ses travaux précurseurs sur les méthodes et les logiciels de résolution de classes d'équations différentielles et d'équations différentielles algébriques d'importance dans les applications. Il est également membre de l'Académie américaine des arts et des sciences et de l'IEEE. En 1987, il reçoit un doctorat honorifique de l'Institut royal de technologie de Stockholm.